# ハンデ・バラドゥン
ハンデ・バラドゥン（Hande Baladın、1997年9月1日 - ）は、トルコのバレーボール選手。トルコ代表。

## 来歴
キュタヒヤ出身。2013年にモンテネグロで開催されたユース欧州選手権で銅メダルを獲得し、自身もベストブロッカー賞を受賞した。2015年に自国開催された第2回U23世界選手権で銀メダルを獲得した。2016年にシニア代表に初選出され、同年のワールドグランプリでシニアデビューした。2017年にスロベニアで開催された第3回世界U23女子バレーボール選手権で金メダルを獲得し、自身もMVPとベストアウトサイドスパイカー賞を受賞した。
2018年のネーションズリーグで銀メダルを獲得、同年に日本で開催された世界選手権で三大大会に初出場した。2019年のヨーロッパ選手権で銀メダルを獲得した。2021年のネーションズリーグで銅メダル獲得した。東京2020オリンピックに出場した。

## 球歴
- オリンピック - 2021年、2024年
- 世界選手権 - 2018年
- 欧州選手権 - 2017年、2019年
- ワールドグランプリ - 2016年、2017年
- ネーションズリーグ - 2018年、2019年、2021年

## 受賞歴
- 2013年 ユース欧州選手権　ベストブロッカー賞
- 2017年 第3回U23世界選手権 MVP、ベストアウトサイドスパイカー賞

## 所属クラブ
- エジザージュバシュ・ヴィトラ（2013-2014年）
- サリエル・ベレディイェスポル（2014-2015年）
- エジザージュバシュ・ヴィトラ（2015-2018年）
- ガラタサライ（2018-2019年）
- エジザージュバシュ・ヴィトラ（2019-）